# Konrad Lorenz
Konrad Zacharias Lorenz (n. 7 noiembrie 1903, Viena, Austro-Ungaria – d. 27 februarie 1989, Viena, Austria) a fost un zoolog, etolog și ornitolog austriac. În anul 1973 a fost laureat cu Premiul Nobel pentru Fiziologie sau Medicină.
Este considerat fondatorul etologiei moderne, studiile anterioare fiind ale profesorului său Oskar Heinroth.

## Scrieri
- Er redete mit dem Vieh, den Vögeln und den Fischen (1949), tradusă în engleză sub titlul King Solomon's Ring (1952)
- So kam der Mensch auf den Hund (1950), tradusă în engleză  sub titlul Man Meets Dog (1950)
- Evolution and Modification of Behavior (1965)
- Das sogenannte Böse. Zur Naturgeschichte der Agression, în engleză On Aggression (1966)
- Studies in Animal and Human Behavior, vol. I (1970)
- Studies in Animal and Human Behavior, vol. II (1971)
- Die Rückseite des Spiegels (1973), în engleză Behind the Mirror (1973)
- Die acht Todsünden der zivilisierten Menschheit (1973), în engleză Civilized Man's Eight Deadly Sins (1974)
- Das Jahr der Graugans (1979), în engleză The Year of the Greylag Goose (1979)
- The Foundations of Ethology (1982)
- Der Abbau des Menschlichen (1983)
- The Natural Science of the Human Species: An Introduction to Comparative Behavioral Research - The Russian Manuscript (1944-1948)(1995)